# Ampithoe macrocornuta
Ampithoe macrocornuta is een vlokreeftensoort uit de familie van de Ampithoidae. De wetenschappelijke naam van de soort is voor het eerst geldig gepubliceerd in 1971 door Kensley.